# Dinastía Kim
La dinastía Kim o familia Kim, conocida en Corea del Norte como la «línea de sangre del monte Paektu», es un linaje de tres generaciones de líderes norcoreanos que desciende del primer líder del país, Kim Il-sung. En 1948, Kim llegó a gobernar el norte de Corea después de que el fin del dominio japonés en 1945 dividiera la región. Comenzó la guerra de Corea en 1950 en un intento fallido de reunificar la península coreana por medio de las armas. En la década de 1980, Kim desarrolló un culto a la personalidad estrechamente vinculado a su filosofía estatal socialista Juche, que luego sería transmitida a sus dos sucesores: su hijo Kim Jong-il y su nieto Kim Jong-un.
En 2013, la Cláusula 2 del Artículo 10 de los nuevos Diez Principios editados para el Establecimiento de un Sistema Ideológico Monolítico establece que el partido y la revolución deben ser llevados eternamente por el «linaje de Paektu» proveniente del monte Paektu, considerada sagrada por la sociedad en ambas Coreas.

## Antecedentes
Kim Il-sung nació en Mangyongdae-guyok de padres metodistas. Su padre Kim Hyong-jik tenía 15 años cuando se casó con Kang Pan-sok dos años mayor que él. Kim Hyong-jik había asistido a una escuela fundada por misioneros protestantes, que influyó en su propia familia. Kim Hyong-jik se convirtió en padre a la edad de 17 años y dejó la escuela para trabajar como maestro en una escuela cercana a la que una vez asistió. Más tarde practicó la medicina herbal china como médico. Kim Hyong-jik protestó contra el dominio japonés y fue arrestado varias veces por su activismo. Fue miembro fundador de la Asociación Nacional de Corea en 1917, participó en el Movimiento del 1 de marzo de 1919 y huyó de Corea a Manchuria con su esposa y el joven Kim Il-sung en 1920. Hay una escuela de maestros llamada así por él en Pionyang.
Los propios padres de Kim Hyong-jik, Kim Bo-hyon y Li Bo-ik, fueron comparados como "patriotas" por el Comité Editorial de la breve biografía de Kim Il Sung.

## Origen

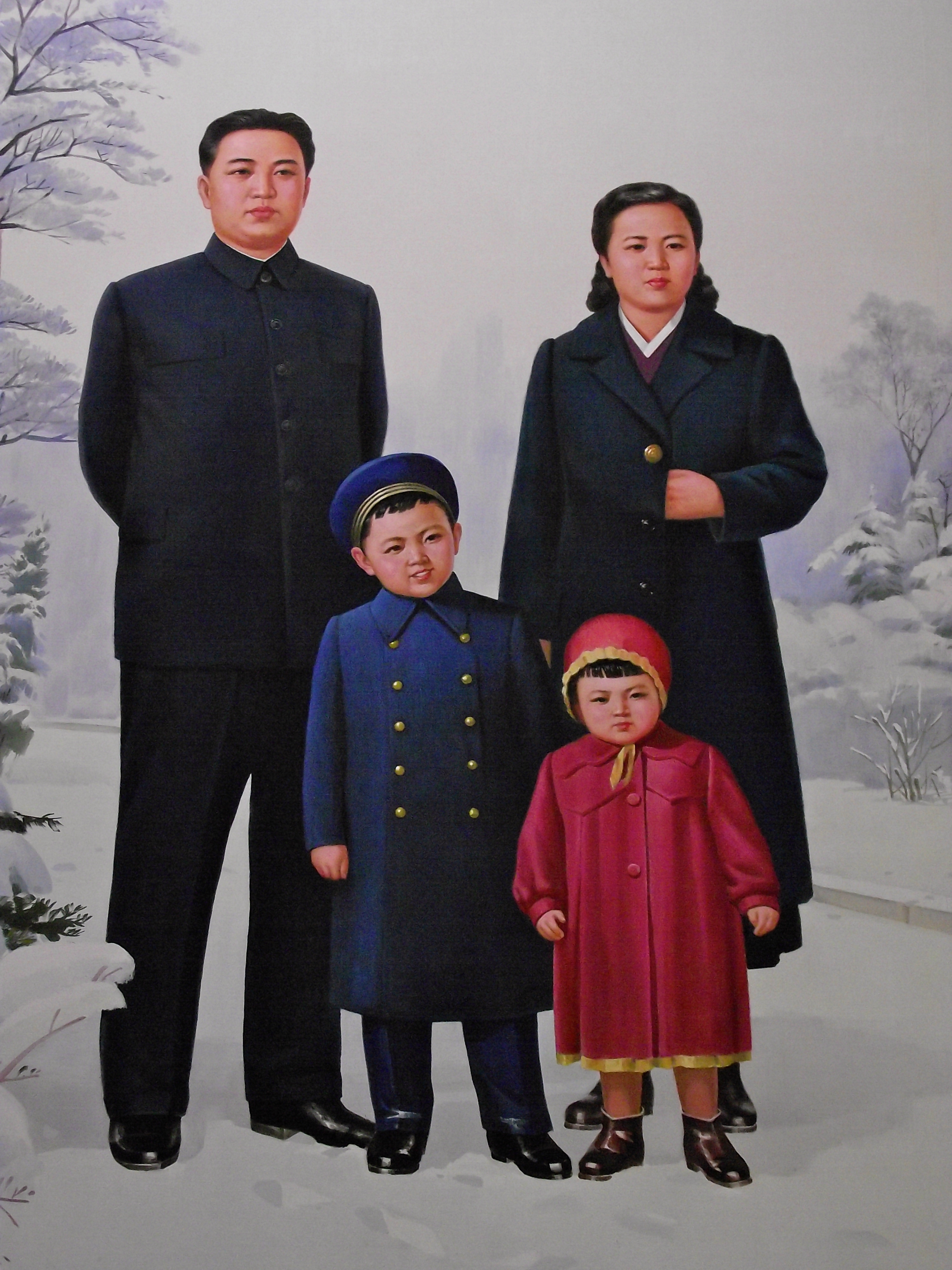
Kim Il-sung junto a su esposa Kim Jong-suk y sus hijos Kim Jong-il y Kim Kyong-hui.

A diferencia de los gobiernos de otros Estados socialistas, el gobierno de Corea del Norte es comparable a una familia real. La dinastía Kim ha gobernado Corea del Norte desde 1948 durante tres generaciones, y todavía se confirma públicamente poco sobre la familia. Kim Il-sung se rebeló contra el gobierno japonés de Corea en la década de 1930, lo que llevó a su exilio en la Unión Soviética. Corea se dividió después de la creación de Corea del Sur. Kim llegó a liderar el Comité Popular Provisional respaldado por los soviéticos, convirtiéndose en el primer ministro de su nuevo gobierno, la República Popular Democrática de Corea (comúnmente conocida como Corea del Norte), en 1948. Comenzó la guerra de Corea en 1950 con la esperanza de reunificar la región.
Kim desarrolló un culto a la personalidad que contribuyó a su dominio indiscutible de 46 años y se extendió a su familia, incluida su madre Kang Pan-sok (conocida como la madre de Corea), su hermano (el luchador revolucionario) y su primera esposa (la madre de la revolución). El liderazgo fuerte y absoluto de un gran líder solitario, conocido como Suryong, es fundamental para la ideología norcoreana de Juche. Cuatro años después de la muerte de Kim Il-sung en 1994, un cambio constitucional suprimió el cargo de la presidencia de la constitución y lo nombró Presidente Eterno de la República para honrar su memoria para siempre. Kim Il-sung era conocido como el Gran Líder, y su hijo mayor y sucesor, Kim Jong-il, se hizo conocido como el Querido Líder y más tarde el Gran General.
Kim Jong-il fue designado para el Politburó del partido (y su Presidium), la Secretaría y la Comisión Militar Central en el 6º Congreso en octubre de 1980, que formalizó su papel como heredero aparente. Lideró su comienzo militar en 1990, y tuvo un período de preparación de 14 años antes de convertirse en el gobernante de Corea del Norte. Kim Jong-il tenía una hermana, Kim Kyung-hee, quien fue la primera mujer general de cuatro estrellas de Corea del Norte y se casó con Jang Song-thaek, quien fue la segunda persona más poderosa en Corea del Norte antes de su ejecución en diciembre de 2013 por corrupción. Kim Jong-il tenía cuatro parejas, y al menos cinco hijos con tres de ellas. Su tercer hijo, Kim Jong-un, lo sucedió. La erudita Virginie Grzelczyk escribió que la dinastía Kim representaba «uno de los últimos bastiones del totalitarismo, así como quizás la primera dinastía comunista».
El Gobierno de Corea del Norte niega que haya un culto a la personalidad que rodea a los Kim y afirma que la devoción de la gente es una manifestación de verdadera adoración a los héroes. La dinastía Kim (Kim Il-sung, Kim Jong-il y Kim Jong-un) ha sido descrita como una monarquía absoluta de facto o «dictadura hereditaria».

## Miembros de la dinastía
Los miembros de la dinastía Kim son:
1. Kim Il-sung
2. Kim Jong-il
3. Kim Jong-un
4. Kim Ju-ae
5. Kim Jong-suk
6. Kim Song-ae
7. Kim Jong-suk
8. Kim Man-il
9. Kim Pyong-il
10. Kim Kyong-hui
11. Kim Kyong-jin
12. Hong Il-chon
13. Ko Yong-hui
14. Kim Young-sook
15. Kim Jong-nam
16. Kim Jong-chul
17. Kim Yo-jong
18. Kim Sol-song
19. Ri Sol-ju

### Miembros asesinados
1. Kim Jong-nam

### Línea de sucesión
|                |                |                |                |                |                |              |              |              |              |              |              |              |              |              |              |              |              |             |             |               |               |               |               |               |               |              |              |              |              |              |              |              |              | Kim Bo-hyon   |               |               |               |               |               |               |               |               |               |               |               |              |              |                 |                 |                 |                 |                 |                 |             |             |              |              |              |              |              |              |
|                |                |                |                |                |                |              |              |              |              |              |              |              |              |              |              |              |              |             |             |               |               |               |               |               |               |              |              |              |              |              |              |              |              |               |               |               |               |               |               |               |               |               |               |               |               |              |              |                 |                 |                 |                 |                 |                 |             |             |              |              |              |              |              |              |
|                |                |                |                |                |                |              |              |              |              |              |              |              |              |              |              |              |              |             |             |               |               |               |               |               |               |              |              |              |              |              |              |              |              | Kim Hyŏng-jik | Kim Hyŏng-jik | Kim Hyŏng-jik | Kim Hyŏng-jik | Kim Hyŏng-jik | Kim Hyŏng-jik |               |               | Kang Pan-sok  | Kang Pan-sok  | Kang Pan-sok  | Kang Pan-sok  | Kang Pan-sok | Kang Pan-sok |                 |                 |                 |                 |                 |                 |             |             |              |              |              |              |              |              |
|                |                |                |                |                |                |              |              |              |              |              |              |              |              |              |              |              |              |             |             |               |               |               |               |               |               |              |              |              |              |              |              |              |              | Kim Hyŏng-jik | Kim Hyŏng-jik | Kim Hyŏng-jik | Kim Hyŏng-jik | Kim Hyŏng-jik | Kim Hyŏng-jik |               |               | Kang Pan-sok  | Kang Pan-sok  | Kang Pan-sok  | Kang Pan-sok  | Kang Pan-sok | Kang Pan-sok |                 |                 |                 |                 |                 |                 |             |             |              |              |              |              |              |              |
|                |                |                |                |                |                |              |              |              |              |              |              |              |              |              |              |              |              |             |             |               |               |               |               |               |               |              |              |              |              |              |              |              |              |               |               |               |               |               |               |               |               |               |               |               |               |              |              |                 |                 |                 |                 |                 |                 |             |             |              |              |              |              |              |              |
|                |                |                |                |                |                |              |              |              |              |              |              |              |              |              |              |              |              |             |             |               |               |               |               |               |               |              |              |              |              |              |              |              |              |               |               |               |               |               |               |               |               |               |               |               |               |              |              |                 |                 |                 |                 |                 |                 |             |             |              |              |              |              |              |              |
|                |                |                |                |                |                |              |              |              |              |              |              |              |              |              |              |              |              |             |             |               |               |               |               |               |               |              |              |              |              | Kim Jong-suk | Kim Jong-suk | Kim Jong-suk | Kim Jong-suk | Kim Jong-suk  | Kim Jong-suk  |               |               | Kim Il-sung   | Kim Il-sung   | Kim Il-sung   | Kim Il-sung   | Kim Il-sung   | Kim Il-sung   |               |               | Kim Sŏng-ae  | Kim Sŏng-ae  | Kim Sŏng-ae     | Kim Sŏng-ae     | Kim Sŏng-ae     | Kim Sŏng-ae     |                 |                 | Kim Yong-ju | Kim Yong-ju | Kim Yong-ju  | Kim Yong-ju  | Kim Yong-ju  | Kim Yong-ju  |              |              |
|                |                |                |                |                |                |              |              |              |              |              |              |              |              |              |              |              |              |             |             |               |               |               |               |               |               |              |              |              |              | Kim Jong-suk | Kim Jong-suk | Kim Jong-suk | Kim Jong-suk | Kim Jong-suk  | Kim Jong-suk  |               |               | Kim Il-sung   | Kim Il-sung   | Kim Il-sung   | Kim Il-sung   | Kim Il-sung   | Kim Il-sung   |               |               | Kim Sŏng-ae  | Kim Sŏng-ae  | Kim Sŏng-ae     | Kim Sŏng-ae     | Kim Sŏng-ae     | Kim Sŏng-ae     |                 |                 | Kim Yong-ju | Kim Yong-ju | Kim Yong-ju  | Kim Yong-ju  | Kim Yong-ju  | Kim Yong-ju  |              |              |
|                |                |                |                |                |                |              |              |              |              |              |              |              |              |              |              |              |              |             |             |               |               |               |               |               |               |              |              |              |              |              |              |              |              |               |               |               |               |               |               |               |               |               |               |               |               |              |              |                 |                 |                 |                 |                 |                 |             |             |              |              |              |              |              |              |
|                |                |                |                |                |                |              |              |              |              |              |              |              |              |              |              |              |              |             |             |               |               |               |               |               |               |              |              |              |              |              |              |              |              |               |               |               |               |               |               |               |               |               |               |               |               |              |              |                 |                 |                 |                 |                 |                 |             |             |              |              |              |              |              |              |
|                |                |                |                |                |                |              |              |              |              |              |              |              |              |              |              |              |              |             |             |               |               |               |               |               |               |              |              |              |              |              |              |              |              |               |               |               |               |               |               |               |               |               |               |               |               |              |              |                 |                 |                 |                 |                 |                 |             |             |              |              |              |              |              |              |
|                |                |                |                |                |                |              |              |              |              |              |              |              |              |              |              |              |              |             |             |               |               |               |               |               |               |              |              |              |              |              |              |              |              |               |               |               |               |               |               |               |               |               |               |               |               |              |              |                 |                 |                 |                 |                 |                 |             |             |              |              |              |              |              |              |
| Kim Young-sook | Kim Young-sook | Kim Young-sook | Kim Young-sook | Kim Young-sook | Kim Young-sook |              |              | Song Hye-rim | Song Hye-rim | Song Hye-rim | Song Hye-rim | Song Hye-rim | Song Hye-rim |              |              | Kim Jong-il  | Kim Jong-il  | Kim Jong-il | Kim Jong-il | Kim Jong-il   | Kim Jong-il   |               |               | Ko Young-hee  | Ko Young-hee  | Ko Young-hee | Ko Young-hee | Ko Young-hee | Ko Young-hee |              |              | Kim Ok       | Kim Ok       | Kim Ok        | Kim Ok        | Kim Ok        | Kim Ok        |               |               | Kim Kyong-hui | Kim Kyong-hui | Kim Kyong-hui | Kim Kyong-hui | Kim Kyong-hui | Kim Kyong-hui |              |              | Jang Song-thaek | Jang Song-thaek | Jang Song-thaek | Jang Song-thaek | Jang Song-thaek | Jang Song-thaek |             |             | Kim Pyong-il | Kim Pyong-il | Kim Pyong-il | Kim Pyong-il | Kim Pyong-il | Kim Pyong-il |
| Kim Young-sook | Kim Young-sook | Kim Young-sook | Kim Young-sook | Kim Young-sook | Kim Young-sook |              |              | Song Hye-rim | Song Hye-rim | Song Hye-rim | Song Hye-rim | Song Hye-rim | Song Hye-rim |              |              | Kim Jong-il  | Kim Jong-il  | Kim Jong-il | Kim Jong-il | Kim Jong-il   | Kim Jong-il   |               |               | Ko Young-hee  | Ko Young-hee  | Ko Young-hee | Ko Young-hee | Ko Young-hee | Ko Young-hee |              |              | Kim Ok       | Kim Ok       | Kim Ok        | Kim Ok        | Kim Ok        | Kim Ok        |               |               | Kim Kyong-hui | Kim Kyong-hui | Kim Kyong-hui | Kim Kyong-hui | Kim Kyong-hui | Kim Kyong-hui |              |              | Jang Song-thaek | Jang Song-thaek | Jang Song-thaek | Jang Song-thaek | Jang Song-thaek | Jang Song-thaek |             |             | Kim Pyong-il | Kim Pyong-il | Kim Pyong-il | Kim Pyong-il | Kim Pyong-il | Kim Pyong-il |
|                |                |                |                |                |                |              |              |              |              |              |              |              |              |              |              |              |              |             |             |               |               |               |               |               |               |              |              |              |              |              |              |              |              |               |               |               |               |               |               |               |               |               |               |               |               |              |              |                 |                 |                 |                 |                 |                 |             |             |              |              |              |              |              |              |
|                |                |                |                |                |                |              |              |              |              |              |              |              |              |              |              |              |              |             |             |               |               |               |               |               |               |              |              |              |              |              |              |              |              |               |               |               |               |               |               |               |               |               |               |               |               |              |              |                 |                 |                 |                 |                 |                 |             |             |              |              |              |              |              |              |
|                |                |                |                | Kim Sul-song   | Kim Sul-song   | Kim Sul-song | Kim Sul-song | Kim Sul-song | Kim Sul-song |              |              | Kim Jong-nam | Kim Jong-nam | Kim Jong-nam | Kim Jong-nam | Kim Jong-nam | Kim Jong-nam |             |             | Kim Jong-chul | Kim Jong-chul | Kim Jong-chul | Kim Jong-chul | Kim Jong-chul | Kim Jong-chul |              |              | Kim Jong-un  | Kim Jong-un  | Kim Jong-un  | Kim Jong-un  | Kim Jong-un  | Kim Jong-un  |               |               | Kim Yo-jong   | Kim Yo-jong   | Kim Yo-jong   | Kim Yo-jong   | Kim Yo-jong   | Kim Yo-jong   |               |               |               |               |              |              |                 |                 |                 |                 |                 |                 |             |             |              |              |              |              |              |              |
|                |                |                |                | Kim Sul-song   | Kim Sul-song   | Kim Sul-song | Kim Sul-song | Kim Sul-song | Kim Sul-song |              |              | Kim Jong-nam | Kim Jong-nam | Kim Jong-nam | Kim Jong-nam | Kim Jong-nam | Kim Jong-nam |             |             | Kim Jong-chul | Kim Jong-chul | Kim Jong-chul | Kim Jong-chul | Kim Jong-chul | Kim Jong-chul |              |              | Kim Jong-un  | Kim Jong-un  | Kim Jong-un  | Kim Jong-un  | Kim Jong-un  | Kim Jong-un  |               |               | Kim Yo-jong   | Kim Yo-jong   | Kim Yo-jong   | Kim Yo-jong   | Kim Yo-jong   | Kim Yo-jong   |               |               |               |               |              |              |                 |                 |                 |                 |                 |                 |             |             |              |              |              |              |              |              |
|                |                |                |                |                |                |              |              |              |              |              |              | Kim Han-sol  |              |              |              |              |              |             |             |               |               |               |               |               |               |              |              |              |              |              |              |              |              |               |               |               |               |               |               |               |               |               |               |               |               |              |              |                 |                 |                 |                 |                 |                 |             |             |              |              |              |              |              |              |

## Biografía
- Kim, Nam-Sik (primavera-verano 1982). "Estructura de poder y relaciones exteriores de Corea del norte: un análisis del sexto Congreso del KWP". El Diario de Asuntos de Asia Oriental . Instituto de Estrategia de Seguridad Nacional. 2 (1): 125-151. JSTOR 23253510.
- Martin, Bradley K. (2007). Bajo el cuidado amoroso del líder paternal: Corea del Norte y la dinastía Kim. Prensa de San Martín. ISBN 978-1-4299-0699-9.